# Argentina-Austrália em futebol
Argentina-Austrália em futebol refere-se ao confronto entre as seleções da Argentina e da Austrália no futebol.

## Histórico
Histórico do confronto entre Argentina e Austrália no futebol profissional, categoria masculino:
| Data                   | Cidade                 | Jogo                  | Resultado | Competição                                 |
| 14 de julho de 1988    | Sydney Austrália       | Austrália - Argentina | 4 - 1     | Torneio Bicentenário da Austrália          |
| 18 de junho de 1992    | Buenos Aires Argentina | Argentina - Austrália | 2 - 0     | jogo amigável                              |
| 31 de outubro de 1993  | Sydney Austrália       | Austrália - Argentina | 1 - 1     | Eliminatórias para a Copa do Mundo de 1994 |
| 17 de novembro de 1993 | Buenos Aires Argentina | Argentina - Austrália | 1 - 0     | Eliminatórias para a Copa do Mundo de 1994 |
| 30 de junho de 1995    | Quilmes Argentina      | Argentina - Austrália | 2 - 0     | jogo amigável                              |
| 18 de junho de 2005    | Nuremberg Alemanha     | Austrália - Argentina | 2 - 4     | Copa das Confederações 2005                |
| 11 de setembro de 2007 | Melbourne Austrália    | Austrália - Argentina | 0 - 1     | jogo amigável                              |

## Estatísticas
- Atualizado até 16 de julho de 2014 [7]

| Equipe    | Jogos | Vitórias | Empates | Gols marcados |
| --------- | ----- | -------- | ------- | ------------- |
| Argentina | 7     | 5        | 1       | 12            |
| Austrália | 7     | 1        | 1       | 7             |

### Números por competição
| Competição                         | Jogos | Vitórias da Argentina | Empates | Vitórias da Austrália | Gols da Argentina | Gols da Austrália |
| ---------------------------------- | ----- | --------------------- | ------- | --------------------- | ----------------- | ----------------- |
| Jogo amigável                      | 3     | 3                     | 0       | 0                     | 5                 | 0                 |
| Eliminatórias para a Copa do Mundo | 2     | 1                     | 1       | 0                     | 2                 | 1                 |
| Copa das Confederações             | 1     | 1                     | 0       | 0                     | 4                 | 2                 |
| Torneio Bicentenário da Austrália  | 1     | 0                     | 0       | 1                     | 1                 | 4                 |
| Total                              | 7     | 5                     | 1       | 1                     | 12                | 7                 |

### Artilheiros
- Atualizado até 16 de julho de 2014

| Gols   | Argentina                                             | Austrália                                  |
| ------ | ----------------------------------------------------- | ------------------------------------------ |
| 4 gols | Gabriel Batistuta                                     | -                                          |
| 3 gols | Luciano Figueroa                                      | -                                          |
| 2 gols | Abel Balbo                                            | Charlie Yankos, John Aloisi                |
| 1 gol  | Juan Román Riquelme, Martín Demichelis, Oscar Ruggeri | Aurelio Vidmar, Paul Wade, Vlado Bozinoski |
| Total  | 12                                                    | 7                                          |